# Ivanova igra
Ivanova igra, hrvatski životopisno-športski dokumentarni film redatelja, scenarista i producenta Tomislava Žaje. Bavi se naprasno prekinutoj karijeri i životu hrvatskog nogometaša Ivana Gudelja, jednog od najboljih svjetskih nogometaša svog vremena na svojoj poziciji. Pripovijest je o tome kako se uspio izdići iznad teške bolesti i nevolja koje su ga snašle, te konačno preokrenuti rezultat u već naizgled izgubljenoj životnoj utakmici.

## Vanjske poveznice
- Trailer filma Vimeo, kanal Gral filma